# Emil Hahn (Dekorationsmaler)
Emil Hahn (geboren am 2. Februar 1837 in Berlin; gestorben am 11. Dezember 1881) war ein deutscher Dekorationsmaler.

## Leben
Hahn, Bruder der Schauspielerin Emma Harke, arbeitete von 1866 bis zu seinem Tod als Dekorationsmaler am königlichen Theater in Kassel.
In Eisenbergs Lexikon der Deutschen Bühne wird er als genialer Dekorationsmaler, der [...] am königlichen Theater in Kassel, an welchem seine phantasievollen Schöpfungen wahrhafte Bewunderung erregten, [...] wirkte bezeichnet.